# جارتشي كندي كوة
جارتشي كندي كوة (بالفارسية: جارچی‌کندی‌کوه) هي منطقة سكنية تقع في قسم تشاراويماق المركزي في إيران. يقدر عدد سكانها بـ 92 نسمة .